# Esther Friedli

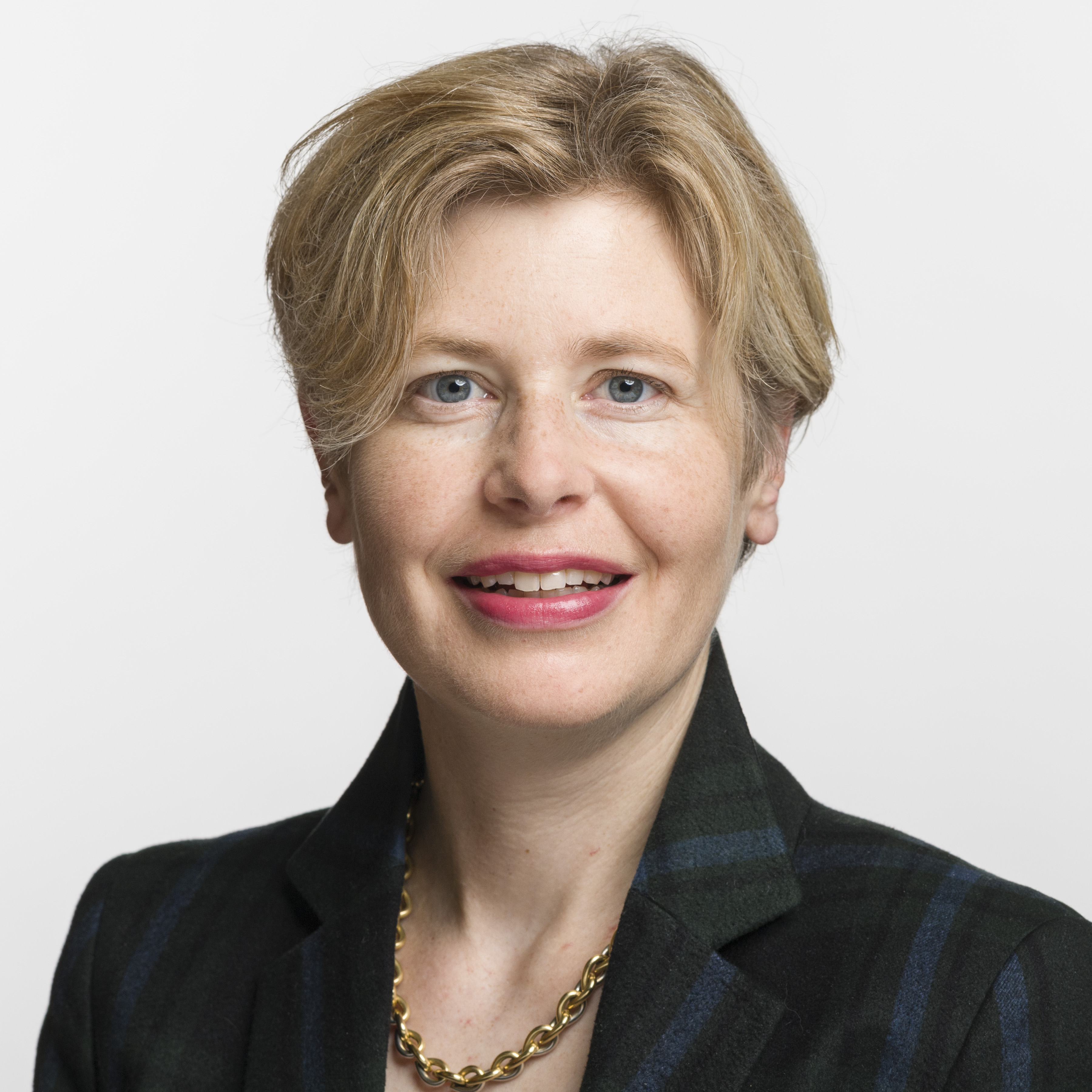
Esther Friedli (2019)

Esther Barbara Friedli (* 4. Juni 1977 in Bern) ist eine Schweizer Politikerin (SVP). Seit dem 30. Mai 2023 ist sie Ständerätin aus dem Kanton St. Gallen. Von 2019 bis 2023 war sie Nationalrätin.

## Biografie
Esther Friedli wuchs im bernischen Worb auf. Von 1997 bis 2003 studierte sie Politikwissenschaft an der Universität Bern, im Nebenfach zudem Staatsrecht, Volkswirtschaft und Medienwissenschaft. Sie war in ihrer Jugend Mitglied der CVP und engagierte sich in der Jungen CVP. Von 2008 bis 2014 war sie Generalsekretärin des Bildungsdepartements des Kantons St. Gallen und im Rahmen dieser Tätigkeit auch Regionalsekretärin der EDK-Ost (Ostschweizer Erziehungsdirektorenkonferenz) sowie Mitglied des Vorstands der Departementssekretäre der EDK.
Seit 1997 ist der ehemalige SVP-Präsident Toni Brunner ihr Lebenspartner, seit 2024 sind sie verheiratet. Zusammen betreiben sie seit 2017 den Familienbetrieb Landgasthaus Sonne («Haus der Freiheit») an ihrem Wohnort in Ebnat-Kappel. Nach ihrem Beitritt zur SVP kandidierte Friedli im April 2016 für den Regierungsrat des Kantons St. Gallen.
Bei den Schweizer Parlamentswahlen im Oktober 2019 wurde Friedli mit 39'540 Stimmen gewählt. Die Politologin investierte 5000 Franken in den Nationalratswahlkampf. Sie setzte sich im Nationalrat für die Anliegen der Bauern und des ländlichen Raumes ein, zuletzt als Vizepräsidentin der Kommission für Wirtschaft und Abgaben. Zudem war sie Co-Präsidentin der parlamentarischen Gruppen «Behindertenfragen» und «Spirituosen und Prävention» sowie Mitglied der Gruppen «Bergbevölkerung», «Bienen», «ePower – ICT für die Schweiz», «Fair ist anders», «Gastgewerbe (GastroSuisse)», «Inlandbanken», «Startups und Unternehmertum» sowie «Tourismus».
Bei der Ersatzwahl um den Ständeratssitz des zurückgetretenen Paul Rechsteiner (SP) holte Friedli im ersten Wahlgang vom 12. März 2023 mit 44 Prozent am meisten Stimmen. Im entscheidenden zweiten Wahlgang vom 30. April 2023 setzte sie sich mit 57 Prozent gegen Nationalrätin Barbara Gysi (SP) mit 37 Prozent durch. Damit gewann die SVP im Kanton St. Gallen erstmals einen Sitz im Ständerat, mit der «perfekten Kandidatin», die gemäss NZZ selbst als Programmchefin der SVP nicht wirkte wie eine Hardlinerin, «sondern eher wie die freundliche Gewinnerin eines Backwettbewerbs unter Landfrauen». Ihr Amt als Ständerätin trat sie am 30. Mai 2023 an. Aufgrund der verfassungsrechtlichen Unvereinbarkeitsregel (Art. 144 Abs. 1 BV) trat sie tags zuvor als Nationalrätin zurück, Michael Götte rückte für sie nach. Bei den Wahlen 2023 wurde sie bestätigt.